# A.J. Quinnell
A.J. Quinnell, właściwie Philip Nicholson (ur. 25 czerwca 1940 w Nuneaton, zm. 10 lipca 2005 na wyspie Gozo) – brytyjski autor thrillerów.
Kiedy wydawał swoją pierwszą książką, zdecydował się zachować swoją prawdziwą tożsamość w sekrecie. Podczas rozmowy w barze jego agent doradził mu używać pseudonimu. Quinnell pochodzi od nazwiska byłego rugbysty Dereka Quinnela, A.J. od inicjałów syna barmana. Najbardziej znanym stworzonym przez niego bohaterem jest John Creasy, były amerykański żołnierz Legii Cudzoziemskiej. Jego powieść Człowiek w ogniu doczekała się dwóch adaptacji filmowych w 1987 i 2004.

## Życie osobiste
Był trzykrotnie żonaty. Jego ostatnią małżonką była duńska pisarka, Elsebeth Egholm. Para rezydowała na wyspie Gozo i w Danii.

### Cykl Creasy
- Man on Fire (1980) (wyd. pol. 1995 Najemnik, 2000 Człowiek w ogniu)
- The Perfect Kill (1992) (wyd. pol. 1996 Lockerbie)
- The Blue Ring (1993) (wyd. pol. 1996 Błękitny Kartel)
- Black Horn (1994) (wyd. pol. 1997 Czarny róg)
- Message from Hell (1996) (wyd. pol. 1998 Piekło)

### Powieści
- The Mahdi (1981) (wyd. pol. 1993 Mahdi)
- Snap Shot (1982) (wyd. pol. 1997 Reporter)
- Blood Ties (1985) (wyd. pol., 1998 Więzy krwi)
- Siege of Silence (1986) (wyd. pol. 1994 Cisza)
- In the Name of the Father (1987) (wyd. pol. 1993 Misja specjalna)
- The Shadow (1992)
- The Trail of Tears (1999) (wyd. pol. 2000 Szlak łez)
- A Quiet Night in Hell (2001)
- The Scalpel (2001)

## Źródła
- fantasticfiction.co.uk